# 马库什·伊丽莎白
马库什·伊丽莎白（匈牙利語：Márkus Erzsébet，1969年8月23日—），匈牙利女子举重运动员。她曾代表匈牙利参加2000年夏季奥林匹克运动会举重比赛，获得女子69公斤级银牌。